# IC 3219
IC 3219 је спирална галаксија у сазвјежђу Береникина коса која се налази на листи објеката дубоког неба у Индекс каталогу.
Деклинација објекта је + 25° 57' 4" а ректасцензија 12h 22m 15,0s. Привидна величина (магнитуда) објекта IC 3219 износи 15,2 а фотографска магнитуда 16,0.